# Norellisoma ivanae
Norellisoma ivanae är en tvåvingeart som beskrevs av Sifner 2003. Norellisoma ivanae ingår i släktet Norellisoma och familjen kolvflugor.
Artens utbredningsområde är Slovakien. Inga underarter finns listade i Catalogue of Life.